# Iridomyrmex dromus
Iridomyrmex dromus é uma espécie de formiga do gênero Iridomyrmex.